# آخرین تعطیلات
آخرین تعطیلات (به انگلیسی : Last Holiday) یک فیلم هالیوودی ساخته شده در سال ۲۰۰۶ به کارگردانی وین وانگ است.
این فیلم بازسازی فیلمی با همین نام در سال ۱۹۵۰ است. البته در نسخه پیشین نقش اصلی را یک مرد ایفا کرده‌است.

## داستان فیلم
جورجیا برد یک کارمند بخش آشپزی فروشگاه‌های زنجیره ای "کارگن" در نیو اورلاند است. او بسیار خجالتی و فروتن است و به آشپزی علاقه فراوانی دارد.
او رویاها و آرزوهایش از یک زندگی بهتر را در یک دفتر به نام "شاید ها" (Possibilities) می‌نویسد.
یک روز نزدیک به کریسمس که و یکی از کارمندان کمپانی (سین ویلیامز) در حال گفتگوی عاشقانه بودند ناگهان سر جورجیا به کابینت می خورد او را به مرکز درمانی می‌برند.
پزشک از او یک سی تی اسکن سر می‌گیرد و به او می‌گوید که یک تومور مغزی بدخیم دارد. او نمی‌تواند از پس هزینه‌های عمل بربیاید و بیمه درمانی او هم پولی برای این کار پرداخت نمی‌کند.
جورجیا خود را با حقیقت روبه رو می‌کند که او بیش از دو هفته دیگر زنده نخواهد ماند.
بنابراین تصمیم می‌گیرد که در این دو هفته پایانی زندگی اش خوش بگذراند. و او کارش را ترک می‌کند و برگ‌های اوراق قرضه‌اش را تبدیل به پول می‌کند و به یک هتل ۷ ستاره ویژهٔ میلیونرها به نام گرند هتا پاپ در یک پیست زمستانی گران قیمت در شمال جمهوری چک می‌رود.
او در هتل اتاقی را که پیش از او رئیس‌جمهور در او اقامت می‌کرد، را گرفت و برای دو هفته زندگی به سبک میلیونرها را آغاز کرد.
در طول این دو هفته رویدادهای فراوانی برای جورجیانا رخ می‌دهد و او با حقایقی که هرگز در طول عمرش درک نکرده بود آشنا می‌شود. او در این مددت می فهمد که بهترین خوش گذرانی گذراندن اوقات با کسانی است که دوستشان داریم نه پول خرج کردن افراطی!!
سین ویلیامز از ماجرای تومور مغزی جورجیانا باخبر شده و خود را با نخستین پرواز به جمهوری چک می‌رساند. او پیش از آمدنش خبر بسیار مهمی را شنیده که می‌تواند زندگی جورجیانا را ...

## گیشه
با وجود فیلم نامه مناسب و موضوع بسیار جالب فیلم و ساخت آخرین تعطیلات ۲ میلیون دلار زیان برای سرمایه‌گذارانش به ارمغان آورد و در بازار گیشه چندان موفق نبود.
برای ساخت این فیلم ۴۵ میلیون دلار هزینه شد و فروش آن کم و بیش ۴۳ میلیون دلار برآورد شد.
در دیدگاه کارشناسان سینما نیز بازیگر نقش جورجیانا (نامزد دریافت جایزه اسکار) بهترین بازی اش را در این فیلم ارائه نکرده‌است.
این فیلم به زبان پارسی هم دوبله و پخش شده‌است.